# Blankenrath
Blankenrath là một xã thuộc huyện Cochem-Zell, bang Rheinland-Pfalz, Đức. Xã này có diện tích 4,59 ki-lô-mét vuông.